# Верацано (Арецо)
Верацано је насеље у Италији у округу Арецо, региону Тоскана.
Према процени из 2011. у насељу је живело 2 становника. Насеље се налази на надморској висини од 549 м.